# Рупія Ріау
Рупія Ріау (індонез. Rupiah Riau) — грошова одиниця островів Ріау в 1963-1964. Рупія = 100 сінів.
На архіпелазі Ріау в 1953-1963 в обігу використовувався долар Малайї та Британського Борнео. У період з 15 жовтня до 1 листопада 1963 він замінений на рупію Ріау у співвідношенні 1:1.
Були випущені банкноти в 1, 21⁄2, 5, 10, 100 рупій та алюмінієві монети в 1, 5, 10, 25, 50 сінів.
1 липня 1964 в обіг випущено індонезійську рупію. Обмін: 1 рупія Ріау = 14,70 індонезійських рупій.